# Alexander Leonard Kullgren
Alexander Leonard Kullgren, född 3 september 1845 i Göteborgs domkyrkoförsamling, död där 14 juni 1903, var en svensk stadsfogde som även var verksam inom missionen och söndagsskolan.
Han var son till skräddarmästaren Alexander Kullgren och Martha Kihlgren och gift andra gången 1884 med lärarinnan och psalmförfattaren Olga Holmén.
Uppvuxen under knappa förhållanden fick Kullgren lämna skolan tidigt. Efter några år i arbetslivet fick han 1864 anställning på stadsfogdekontoret där han 1873 blev bötesexekutor. Mellan 1883 och 1898 var han andre stadsfogde i Göteborg. Sin fritid ägnade han åt missionen, bland annat Santalmissionen, men främst ivrade han för söndagsskolan och blev ledare för den verksamheten inom den Evangeliskt lutherska missionsföreningen i Göteborg.
Kullgren tillsammans med sin blivande hustru, under signaturerna L—d och —én, publicerade 1876–77 två sånghäften kallade Söndagsskolsånger.